# Les Clées
Les Clées is een gemeente en plaats in het Zwitserse kanton Vaud, en maakt deel uit van het district Orbe.
Les Clées telt 153 inwoners.